# 121479 Hendershot
121479 Hendershot este o planetă minoră (asteroid) din centura de asteroizi. A fost descoperită pe 3 octombrie 1999 la Catalina Station⁠(d) de Catalina Sky Survey. 
Obiectul prezintă o orbită caracterizată de o semiaxă mare de 3,0960301800255 UAi, o excentricitate de 0,16, o înclinație de 6 ° în raport cu ecliptica.